# Liste der Kulturdenkmäler in Gelnhausen/Stadtteile
Die folgende Liste enthält die in der Denkmaltopographie ausgewiesenen Kulturdenkmäler auf dem Gebiet  der  Stadt Gelnhausen, Main-Kinzig-Kreis, Hessen.
Hinweis: Die Reihenfolge der Denkmäler in dieser Liste orientiert sich zunächst an Stadtteilen und anschließend der Anschrift, alternativ ist sie auch nach der Bezeichnung, der vom Landesamt für Denkmalpflege vergebenen Nummer oder der Bauzeit sortierbar.
Kulturdenkmäler werden fortlaufend im Denkmalverzeichnis des Landes Hessen durch das Landesamt für Denkmalpflege Hessen auf Basis des Hessischen Denkmalschutzgesetzes (HDSchG) geführt. Die Schutzwürdigkeit eines Kulturdenkmals hängt nicht von der Eintragung in das Denkmalverzeichnis des Landes Hessen oder der Veröffentlichung in der Denkmaltopographie ab.

Das Vorhandensein oder Fehlen eines Objekts in dieser Liste ist keine rechtsverbindliche Auskunft darüber, ob es Kulturdenkmal ist oder nicht: Diese Liste entspricht möglicherweise nicht dem aktuellen Stand der offiziellen Denkmaltopographie. Diese ist für Hessen in den entsprechenden Bänden der Denkmaltopographie Bundesrepublik Deutschland und im Internet unter DenkXweb – Kulturdenkmäler in Hessen einsehbar. Auch diese Quellen sind, obwohl sie durch das Landesamt für Denkmalpflege Hessen aktualisiert werden, nicht immer aktuell, da es im Denkmalbestand immer wieder Änderungen gibt.
Eine verbindliche Auskunft erteilt allein das Landesamt für Denkmalpflege Hessen.
Nutze diese Kartenansicht, um Koordinaten in der Liste zu setzen. In dieser Kartenansicht sind Kulturdenkmale ohne Koordinaten mit einem roten bzw. orangen Marker dargestellt und können in der Karte gesetzt werden. Kulturdenkmale ohne Bild sind mit einem blauen bzw. roten Marker gekennzeichnet, Kulturdenkmale mit Bild mit einem grünen bzw. orangen Marker.

## Kulturdenkmäler nach Stadtteilen

### Hailer
| Bild                              | Bezeichnung                       | Lage                                                                                  | Beschreibung | Bauzeit            | Objekt-Nr. |
| --------------------------------- | --------------------------------- | ------------------------------------------------------------------------------------- | ------------ | ------------------ | ---------- |
| Bahnhofsempfangsgebäude           | Bahnhofsempfangsgebäude           | Am Bahnhof 6 LageFlur: 4, Flurstück: 84/6                                             |              | Vermutlich 1868    | 128086 DDB |
| Bild gesucht BW                   |                                   | Auestraße 9 LageFlur: 13, Flurstück: 102                                              |              | 18. Jh.            | 128683 DDB |
| Bild gesucht BW                   |                                   | Auestraße 29 LageFlur: 13, Flurstück: 138/1,2                                         |              | 18. Jh.            | 128684 DDB |
| Bild gesucht BW                   |                                   | Bleichstraße 2 LageFlur: 13, Flurstück: 139                                           |              | 19. Jh.            | 128685 DDB |
| Bild gesucht BW                   |                                   | Bleichstraße 6 LageFlur: 13, Flurstück: 95/1                                          |              | 18. Jh.            | 128686 DDB |
| Bild gesucht BW                   | Friedhofseinfriedung              | Bodenbenderstraße LageFlur: 18, Flurstück: 9/1                                        |              |                    | 128687 DDB |
| Bild gesucht BW                   |                                   | Brühlstraße 2 LageFlur: 13, Flurstück: 78                                             |              | 19. Jh.            | 128688 DDB |
| Bild gesucht BW                   | Sachteil Tor                      | Brühlstraße 4 LageFlur: 13, Flurstück: 76/1                                           |              | 19. Jh.            | 128689 DDB |
| Pumpwerk                          | Pumpwerk                          | Erlich LageFlur: 43, Flurstück: 74                                                    |              |                    | 128724 DDB |
| Bild gesucht BW                   |                                   | Gelnhäuser Straße 20 LageFlur: 13, Flurstück: 198/151                                 |              | 1906               | 128691 DDB |
| Bild gesucht BW                   |                                   | Gelnhäuser Straße 23 LageFlur: 12, Flurstück: 47/1                                    |              | Um 1900            | 128692 DDB |
| Bild gesucht BW                   |                                   | Gelnhäuser Straße 26 LageFlur: 13, Flurstück: 161/2                                   |              | 18. Jh.            | 128693 DDB |
| Bild gesucht BW                   |                                   | Gelnhäuser Straße 28 LageFlur: 13, Flurstück: 163/2                                   |              | 18. Jh.            | 128087 DDB |
| Bild gesucht BW                   |                                   | Gelnhäuser Straße 33 LageFlur: 12, Flurstück: 32/1                                    |              | Um 1900            | 128694 DDB |
| Bild gesucht BW                   |                                   | Gelnhäuser Straße 34, Gelnhäuser Straße LageFlur: 13, Flurstück: 166/167              |              | 19. Jh.            | 128088 DDB |
| Bild gesucht BW                   |                                   | Gelnhäuser Straße 37 LageFlur: 12, Flurstück: 129/5                                   |              | 20. Jh.            | 128695 DDB |
| Bild gesucht BW                   | Kreisgruppenwerk Gelnhausen       | Heiligenkopf LageFlur: 16, 17, Flurstück: 64/51, 13/10                                |              |                    | 128682 DDB |
| Bild gesucht BW                   | Pflasterung und Wasserrinnen      | Heylstraße LageFlur: 13, Flurstück: 117/7, 169/1, 170/3, 171, 177, 181, 183/4, 38     |              | 20. Jh.            | 128696 DDB |
| Bild gesucht BW                   | Pflasterung und Wasserrinnen      | Heylstraße LageFlur: 13, Flurstück: 117/7, 169/1, 170/3, 171, 177, 181, 183/4, 38     |              |                    | 128696 DDB |
| Bild gesucht BW                   | Ziehbrunnen                       | Heylstraße LageFlur: 13, Flurstück: 183/4                                             |              |                    | 128098 DDB |
| Bild gesucht BW                   |                                   | Heylstraße 5 LageFlur: 13, Flurstück: 145                                             |              | 18. Jh.            | 128697 DDB |
| Bild gesucht BW                   |                                   | Heylstraße 7 LageFlur: 13, Flurstück: 148                                             |              | 18. Jh.            | 128698 DDB |
| Bild gesucht BW                   | Ehemaliges Zunfthaus und Gasthof  | Heylstraße 9, Heylstraße 13, Heylstraße 11 LageFlur: 13, Flurstück: 149/1             |              | 1543               | 128097 DDB |
| Bild gesucht BW                   |                                   | Heylstraße 12 LageFlur: 13, Flurstück: 128                                            |              | 18. Jh.            | 128699 DDB |
| Bild gesucht BW                   |                                   | Heylstraße 15 LageFlur: 13, Flurstück: 152/2                                          |              | 18. Jh.            | 128700 DDB |
| Bild gesucht BW                   |                                   | Heylstraße 16 LageFlur: 13, Flurstück: 129/3                                          |              | 18. Jh.            | 128701 DDB |
| Bild gesucht BW                   |                                   | Heylstraße 17 LageFlur: 13, Flurstück: 153/3                                          |              | 18. Jh.            | 128089 DDB |
| Bild gesucht BW                   |                                   | Heylstraße 18 LageFlur: 13, Flurstück: 131/2                                          |              | 1833               | 128702 DDB |
| Bild gesucht BW                   |                                   | Heylstraße 19, Gelnhäuser Straße 24 LageFlur: 13, Flurstück: 156/2, 156/3             |              | 1708               | 128090 DDB |
| Bild gesucht BW                   |                                   | Heylstraße 20 LageFlur: 13, Flurstück: 132                                            |              | Um 1700            | 128091 DDB |
| Bild gesucht BW                   |                                   | Heylstraße 21, Heylstraße 23, Bleichstraße LageFlur: 13, Flurstück: 157, 158/1, 178/1 |              | 1678               | 128092 DDB |
| Bild gesucht BW                   |                                   | Heylstraße 24 LageFlur: 13, Flurstück: 134                                            |              | 18. Jh.            | 128703 DDB |
| Läuthäuschen, ehemaliger Wehrturm | Läuthäuschen, ehemaliger Wehrturm | Heylstraße 25, Gelnhäuser Straße LageFlur: 13, Flurstück: 158/2, 160/1                |              | Ersterwähnung 1460 | 128704 DDB |
| Bild gesucht BW                   |                                   | Heylstraße 26 LageFlur: 13, Flurstück: 135/1                                          |              | 18. Jh.            | 128705 DDB |
| Bild gesucht BW                   |                                   | Heylstraße 28 LageFlur: 13, Flurstück: 137/1, 138/1                                   |              | Um 1700            | 128706 DDB |
| Bild gesucht BW                   |                                   | Heylstraße 29 LageFlur: 13, Flurstück: 55/4                                           |              | 18. Jh.            | 128707 DDB |
| Bild gesucht BW                   |                                   | Heylstraße 31 LageFlur: 13, Flurstück: 52                                             |              | Um 1700            | 128708 DDB |
| Bild gesucht BW                   | Alte Schule                       | Heylstraße 32 LageFlur: 13, Flurstück: 141                                            |              | 17. Jh.            | 128709 DDB |
| Bild gesucht BW                   |                                   | Heylstraße 33 LageFlur: 13, Flurstück: 50/3                                           |              | 18. Jh.            | 128710 DDB |
| Bild gesucht BW                   |                                   | Heylstraße 34 LageFlur: 13, Flurstück: 140                                            |              | 18. Jh.            | 128711 DDB |
| Bild gesucht BW                   | Backhaus und Ziehbrunnen          | Heylstraße 36 LageFlur: 13, Flurstück: 56                                             |              | 1907               | 128712 DDB |
| Bild gesucht BW                   |                                   | Heylstraße 37 LageFlur: 13, Flurstück: 42/1                                           |              | 18. Jh.            | 128093 DDB |
| Bild gesucht BW                   |                                   | Heylstraße 38 LageFlur: 13, Flurstück: 60/1                                           |              | 20. Jh.            | 128713 DDB |
| Bild gesucht BW                   | Haus Jahneköhler                  | Heylstraße 42 LageFlur: 13, Flurstück: 61/1                                           |              | 1905               | 128094 DDB |
| Bild gesucht BW                   |                                   | Heylstraße 43 LageFlur: 13, Flurstück: 41                                             |              | 18. Jh.            | 128714 DDB |
| Bild gesucht BW                   |                                   | Heylstraße 44 LageFlur: 13, Flurstück: 62/1                                           |              | 19. Jh.            | 128715 DDB |
| Bild gesucht BW                   | Ehemalige Schmiede                | Heylstraße 45 LageFlur: 13, Flurstück: 26/1                                           |              | 19. Jh.            | 128716 DDB |
| Bild gesucht BW                   |                                   | Heylstraße 46 LageFlur: 13, Flurstück: 63                                             |              | 19. Jh.            | 128717 DDB |
| Bild gesucht BW                   |                                   | Heylstraße 49 LageFlur: 13, Flurstück: 21/6                                           |              | Um 1700            | 128718 DDB |
| Bild gesucht BW                   |                                   | Heylstraße 50 LageFlur: 13, Flurstück: 64                                             |              | 19. Jh.            | 128719 DDB |
| Bild gesucht BW                   | Ehemaliges Bürgermeisteramt       | Heylstraße 51 LageFlur: 13, Flurstück: 20/6                                           |              | 1733               | 128095 DDB |
| Bild gesucht BW                   | Ehemalige Hailerer Dorfwirtschaft | Heylstraße 53, Heylstraße 55, Heylstraße 57, Heylstraße LageFlur: 13, Flurstück: 16   |              | 19. Jh.            | 128720 DDB |
| Bild gesucht BW                   | Verbindungsweg                    | Heylstraße (bei Nr. 54) LageFlur: 13, Flurstück: 177                                  |              |                    | 128722 DDB |
| Bild gesucht BW                   |                                   | Heylstraße 55 LageFlur: 13, Flurstück: 171, 17/3                                      |              |                    | 128721 DDB |
| Bild gesucht BW                   |                                   | Heylstraße 74 LageFlur: 13, Flurstück: 45052                                          |              | 18. Jh.            | 128096 DDB |
| Bild gesucht BW                   |                                   | Sandweg 1 LageFlur: 12, Flurstück: 84/1                                               |              | 20. Jh.            | 128099 DDB |
| Bild gesucht BW                   |                                   | Sandweg 3 LageFlur: 12, Flurstück: 83/1                                               |              | Um 1905            | 128100 DDB |
| Bild gesucht BW                   |                                   | Schillerstraße 6 LageFlur: 15, Flurstück: 61/14                                       |              | Um 1900            | 128690 DDB |
| Bild gesucht BW                   |                                   | Ysenburger Straße 2 LageFlur: 12, Flurstück: 6/1                                      |              | Um 1900            | 128723 DDB |

### Haitz
| Bild                      | Bezeichnung               | Lage                                                                       | Beschreibung                            | Bauzeit | Objekt-Nr.       |
| ------------------------- | ------------------------- | -------------------------------------------------------------------------- | --------------------------------------- | ------- | ---------------- |
| Bild gesucht BW           | Sachgesamtheit Pumpwerk   | Auf der Aue LageFlur: 3, Flurstück: 11                                     | Teil der Frankfurter Quellwasserleitung | 20. Jh. | 128474 DDB       |
| Bild gesucht BW           | Grenzstein                | Bei der Würgebach LageFlur: 6, Flurstück: 2/3                              |                                         | 19. Jh. | 128741 DDB       |
| Bild gesucht BW           |                           | Birsteiner Straße 20 LageFlur: 6, Flurstück: 179/1                         |                                         | 18. Jh. | 128727 DDB       |
| Bild gesucht BW           | Alte Schule               | Birsteiner Straße 24 LageFlur: 6, Flurstück: 181/1                         |                                         | 19. Jh. | 128728 DDB       |
| Bild gesucht BW           |                           | Birsteiner Straße 26 LageFlur: 6, Flurstück: 182/1                         |                                         | 17. Jh. | 128729 DDB       |
| Evangelische Dankeskirche | Evangelische Dankeskirche | Birsteiner Straße 31 LageFlur: 6, Flurstück: 207/2                         |                                         | 1908/09 | 128101 DDB       |
| Bild gesucht BW           |                           | Dorfstraße 2 LageFlur: 6, Flurstück: 263/3                                 |                                         | Um 1900 | 128730 DDB       |
| Bild gesucht BW           |                           | Dorfstraße 13/15 LageFlur: 6, Flurstück: 273, 274, 275, 276, 277, 282, 283 |                                         | 19. Jh. | 128731 DDB       |
| Bild gesucht BW           |                           | Dorfstraße 17 LageFlur: 6, Flurstück: 280                                  |                                         |         | 128732 DDB       |
| Bild gesucht BW           |                           | Dorfstraße 19 LageFlur: 6, Flurstück: 280                                  |                                         | 18. Jh. | 128733 DDB       |
| Bild gesucht BW           |                           | Dorfstraße 21 LageFlur: 6, Flurstück: 281                                  |                                         | 19. Jh. | 128734 DDB       |
| Bild gesucht BW           |                           | Dorfstraße 24 LageFlur: 6, Flurstück: 334/2                                |                                         | 19. Jh. | 128735 DDB       |
| Bild gesucht BW           |                           | Dorfstraße 28 LageFlur: 6, Flurstück: 338                                  |                                         | 19. Jh. | 128736 DDB       |
| Bild gesucht BW           |                           | Dorfstraße 30 LageFlur: 6, Flurstück: 337                                  |                                         | 19. Jh. | 128737 DDB       |
| Bild gesucht BW           |                           | Dorfstraße 34 LageFlur: 6, Flurstück: 332/1                                |                                         | 19. Jh. | 128738 DDB       |
| Bild gesucht BW           |                           | Dorfstraße 45 LageFlur: 6, Flurstück: 325                                  |                                         | 19. Jh. | 128739 DDB       |
| Bild gesucht BW           | Wasserwerk Haitz          | Im der Würgebach LageFlur: 6, Flurstück: 396/1                             |                                         | 1897    | 128726 Link-Text |
| Bild gesucht BW           |                           | Kaltenborn 2 LageFlur: 5, Flurstück: 62/1                                  |                                         | 19. Jh. | 128726           |
| Bild gesucht BW           | Hofgut Kaltenborn         | Kaltenborn LageFlur: 4, Flurstück: 11/3, 13/1, 16/3                        |                                         | 1714/15 | 844130 DDB       |

### Höchst
| Bild                        | Bezeichnung                           | Lage                                                                | Beschreibung | Bauzeit   | Objekt-Nr. |
| --------------------------- | ------------------------------------- | ------------------------------------------------------------------- | --- | --------- | ---------- |
| Bild gesucht BW             |                                       | Alte Gasse 18 LageFlur: 2, Flurstück: 329                           | | Um 1900   | 128744 DDB |
| Bild gesucht BW             |                                       | Alte Gasse 20 LageFlur: 2, Flurstück: 330/1                         | |           | 128745 DDB |
| Bild gesucht BW             |                                       | Am Bildstock LageFlur: 2, Flurstück: 120/2                          | |           | 128753 DDB |
| Bild gesucht BW             |                                       | Bachstraße 2 LageFlur: 2, Flurstück: 365/1                          | | 18. Jh.   | 128102 DDB |
| Bild gesucht BW             | Laufbrunnen                           | Hauptstraße LageFlur: 2, Flurstück: 305                             | | 19. Jh.   | 128748 DDB |
| Bild gesucht BW             | Ehemalige Schule                      | Hauptstraße 3 LageFlur: 2, Flurstück: 136                           | | 19. Jh.   | 128103 DDB |
| Bild gesucht BW             | Ehemals Gasthaus zum Stern            | Hauptstraße 4 LageFlur: 2, Flurstück: 361/1, 362/1                  | | 1733      | 128104 DDB |
| Bild gesucht BW             | Katholische Kirche St. Wendelin       | Hauptstraße 7 LageFlur: 2, Flurstück: 135/1, 137/2                  | | 1964–1966 | 128746 DDB |
| Bild gesucht BW             |                                       | Hauptstraße 12 LageFlur: 2, Flurstück: 355                          | | 18. Jh.   | 128747 DDB |
| Bild gesucht BW             |                                       | Hauptstraße 19 LageFlur: 2, Flurstück: 209/4                        | | 18. Jh.   | 128105 DDB |
| Bild gesucht BW             | Altes Rathaus, Backhaus, Schlauchturm | Hauptstraße 21 LageFlur: 2, Flurstück: 210                          | 1930er |           | 128749 DDB |
| Bild gesucht BW             |                                       | Hauptstraße 32 LageFlur: 2, Flurstück: 256/1                        | | 18. Jh.   | 128750 DDB |
| Bild gesucht BW             | Wasserwerk Höchst                     | Kasseler Straße LageFlur: 3, Flurstück: 118                         | |           | 128755 DDB |
|                             |                                       | Kasseler Straße 1 LageFlur: 2, Flurstück: 281                       | Von Heinrich und Christian Spahn im Jahr 1866 errichtetes Sandsteinkreuz. Im unteren Teil tiefe Nische mit kleiner Kopie der Pietà von Michelangelo. Darüber beschriftete Metallplatte, auf der u. a. die Namen vermerkt sind. |           | 128751 DDB |
| Bild gesucht BW             | Trafostation                          | Leipziger Allee LageFlur: 2, Flurstück: 28/2                        | | 1920er    | 128752 DDB |
| Bild gesucht BW             |                                       | Mittlerer Hof LageFlur: 1, Flurstück: 148                           | |           | 128203 DDB |
| Bildstock aus dem Jahr 1758 | Bildstock                             | Mühlenstraße LageFlur: 2, Flurstück: 187/1                          | | 1758      | 128107 DDB |
| Bild gesucht BW             |                                       | Steinweg 1 LageFlur: 2, Flurstück: 244                              | | Um 1700   | 128754 DDB |
| Bild gesucht BW             | Einarmiges Sandsteinkreuz             | Streitsgrund (Nähe Wendelinuskapelle) LageFlur: 3, Flurstück: 141/1 | 16. Jh. |           | 128202 DDB |
| Bild gesucht BW             | Friedhof und Wendelinuskapelle        | Wendelinus Kapelle LageFlur: 3, Flurstück: 123/1, 123/2             | |           | 128106 DDB |
| Bild gesucht BW             |                                       | Wendelinusstraße 4 LageFlur: 2, Flurstück: 296/1                    | | 18. Jh.   | 128743 DDB |

### Meerholz
| Bild            | Bezeichnung                                                 | Lage | Beschreibung | Bauzeit    | Objekt-Nr. |
| --------------- | ----------------------------------------------------------- | --- | --- | ---------- | ---------- |
| weitere Bilder  |                                                             | Am Lindenbrunnen (vormals Rathausstraße) 4 LageFlur: 12, Flurstück: 337/291 | | Um 1900    | 128774 DDB |
| Bild gesucht BW | Kellereingang                                               | Am Lindenbrunnen (vormals Rathausstraße) 7 LageFlur: 9, Flurstück: 47/1 | | 1535       | 128775 DDB |
| weitere Bilder  |                                                             | Am Lindenbrunnen (vormals Rathausstraße) 8 LageFlur: 12, Flurstück: 224/1 | | 1670       | 127484 DDB |
| weitere Bilder  |                                                             | Am Lindenbrunnen (vormals Rathausstraße) 13 LageFlur: 9, Flurstück: 42/1 | | 1726       | 127485 DDB |
| Bild gesucht BW |                                                             | Am Lindenbrunnen (vormals Rathausstraße) 14 LageFlur: 12, Flurstück: 241/1 | | Um 1900    | 128776 DDB |
| weitere Bilder  | Gemeindebrunnen                                             | Am Lindenbrunnen (vormals Rathausstraße) 15 LageFlur: 9, Flurstück: 75/2 | | 1729       |            |
| weitere Bilder  | Alte Schule                                                 | Am Lindenbrunnen (vormals Rathausstraße) 16 LageFlur: 12, Flurstück: 339/17 | | 1843       | 127478 DDB |
| weitere Bilder  |                                                             | Am Lindenbrunnen (vormals Rathausstraße) 17 LageFlur: 9, Flurstück: 25/1, 25/2, 28/2                                                                                             | | Um 1800    | 128778 DDB |
| weitere Bilder  |                                                             | Am Lindenbrunnen (vormals Rathausstraße) 19 LageFlur: 9, Flurstück: 28/2-30/1 | | Um 1700    | 128779 DDB |
| Bild gesucht BW | Sachteil Torpfosten                                         | Am Lindenbrunnen (vormals Rathausstraße) 21 LageFlur: 9, Flurstück: 24 | | Um 1800    | 128780 DDB |
| weitere Bilder  | Altes Rathaus                                               | Am Lindenbrunnen (vormals Rathausstraße) 23 LageFlur: 9, Flurstück: 231/1 | | 1726       | 127486 DDB |
| weitere Bilder  | Spätmittelalterlicher Wehrturm                              | Am Lindenbrunnen (vormals Rathausstraße) bei Nr. 23 LageFlur: 9, Flurstück: 23                                                                                                   | | 15. Jh.    | 127477 DDB |
| weitere Bilder  |                                                             | Am Lindenbrunnen (vormals Rathausstraße) 25 LageFlur: 9, Flurstück: 17/3 | | 18. Jh.    | 127487 DDB |
| Bild gesucht BW | „Im Gässi“                                                  | Am Lindenbrunnen (vormals Rathausstraße) 27 LageFlur: 9, Flurstück: 20/2 | | 18. Jh.    | 128781 DDB |
| Bild gesucht BW | „Im Gässi 29“                                               | Am Lindenbrunnen (vormals Rathausstraße) 29 LageFlur: 9, Flurstück: 152/2 | | 18. Jh.    | 128783 DDB |
| weitere Bilder  |                                                             | Am Lindenbrunnen (vormals Rathausstraße) 31 LageFlur: 9, Flurstück: 16 | | 18. Jh.    | 127488 DDB |
| Bild gesucht BW | Barocke Sandsteinpfosten                                    | Erbsegasse 5 LageFlur: 12, Flurstück: 259/2 | |            | 128757 DDB |
| Bild gesucht BW |                                                             | Erbsegasse 8 LageFlur: 12, Flurstück: 238/1 | | 18. Jh.    | 128165 DDB |
| weitere Bilder  |                                                             | Erbsegasse 9 LageFlur: 12, Flurstück: 269/1 | | Um 1900    | 128166 DDB |
| weitere Bilder  |                                                             | Erbsegasse 13 LageFlur: 12, Flurstück: 515/284 | | 19. Jh.    | 128758 DDB |
| weitere Bilder  | Gemeindekelterhaus und Viehwaage                            | Erbsegasse 15 LageFlur: 12, Flurstück: 431/289 | | 18. Jh.    | 128167 DDB |
| Bild gesucht BW |                                                             | Erbsegasse 18 LageFlur: 12, Flurstück: 229/2 | | 19. Jh.    | 128759 DDB |
| Bild gesucht BW | Barocke Sandsteinpfosten                                    | Erbsegasse 20 LageFlur: 12, Flurstück: 226/3 | |            | 128760 DDB |
| Bild gesucht BW | Alter Friedhof                                              | Hanauer Landstraße LageFlur: 8, Flurstück: 295/1, 295/3 | Am hinteren Rand durch Gebüsch abgetrennt die letzte Grablege der Grafen zu Ysenburg-Meerholz mit Grabstätten aus dem 18., 19. und frühen 20. Jahrhundert. | 19. Jh.    | 129201 DDB |
| weitere Bilder  | Sachgesamtheit Schloss mit Park, Kirche und Mausoleum       | Hanauer Landstraße 2, Schloßgarten, Liebloser Straße 2, Hindenburgallee, Hanauer Landstraße LageFlur: 12, Flurstück: 13, 2/1, 2/10, 2/11, 2/9, 4/4, 4/5, 57/2, 6, 72/2, 73/5, 33 | Seit 1173 Prämonstratenser-Chorfrauenstifts, Umbau 1555–1577 zum barocken Residenzschloss                                                                  |            | 127469 DDB |
| weitere Bilder  | Ehemalige gräfliche Rentkammer, ehemaliges Rathaus          | Hanauer Landstraße 5, Rentkammerweg LageFlur: 11, Flurstück: 490/1 | | Um 1750    | 128761 DDB |
| weitere Bilder  |                                                             | Hanauer Landstraße 6, Hanauer Landstraße 10a LageFlur: 11, Flurstück: 10/5 | |            | 128762 DDB |
| weitere Bilder  | Alte Försterei                                              | Hanauer Landstraße 8/10 LageFlur: 11, Flurstück: 10/4 | | 1736       | 127476 DDB |
| Bild gesucht BW |                                                             | Hanauer Landstraße 15 LageFlur: 11, Flurstück: 42/2 | | 18. Jh.    | 127470 DDB |
| Bild gesucht BW |                                                             | Hanauer Landstraße 16 LageFlur: 11, Flurstück: 27/5 | | 18. Jh.    | 127471 DDB |
| Bild gesucht BW | Ehemalige Apotheke                                          | Hanauer Landstraße 17 LageFlur: 11, Flurstück: 35/2 | |            | 128763 DDB |
| weitere Bilder  | Altes Amtsgericht                                           | Hanauer Landstraße 23 LageFlur: 12, Flurstück: 13//1 | | 1850       | 128764 DDB |
| weitere Bilder  |                                                             | Hanauer Landstraße 24 LageFlur: 12, Flurstück: 119/6 | |            | 127472 DDB |
| Bild gesucht BW | Sachteil Sandsteinpfosten                                   | Hanauer Landstraße neben Nr. 24 LageFlur: 12, Flurstück: 119/6 | | 19. Jh.    | 128765 DDB |
| weitere Bilder  | Wohnhaus, ehemalige Post                                    | Hanauer Landstraße 25 LageFlur: 12, Flurstück: 136/3 | | 19. Jh.    | 128766 DDB |
| weitere Bilder  | Ehemalige Schule und Pfarrhaus                              | Hanauer Landstraße 30 LageFlur: 12, Flurstück: 113/4 | | 1716       | 127473 DDB |
| weitere Bilder  |                                                             | Hanauer Landstraße 39 LageFlur: 12, Flurstück: 143/18 | | Um 1900    | 128767 DDB |
| weitere Bilder  |                                                             | Hintergasse 1 LageFlur: 9, Flurstück: 32/6 | | 17. Jh.    | 127475 DDB |
| weitere Bilder  |                                                             | Hintergasse 4 LageFlur: 9, Flurstück: 21 | | 18. Jh.    | 128168 DDB |
| weitere Bilder  |                                                             | Hintergasse 9 LageFlur: 9, Flurstück: 66/1 | | 19. Jh.    | 128768 DDB |
| Bild gesucht BW |                                                             | Karlstraße 1 LageFlur: 12, Flurstück: 413/143 | | Um 1900    | 128169 DDB |
| Bild gesucht BW |                                                             | Karlstraße 7 LageFlur: 12, Flurstück: 143/28 | | 1895       | 128171 DDB |
| Bild gesucht BW |                                                             | Karlstraße 8 LageFlur: 12, Flurstück: 143/31 | | Um 1900    | 128170 DDB |
| Bild gesucht BW |                                                             | Karlstraße 9/11 LageFlur: 12, Flurstück: 437/143,438/143 | | 1900er     | 128173 DDB |
| Bild gesucht BW |                                                             | Karlstraße 10 LageFlur: 13, Flurstück: 418/143 | | Um 1900    | 128172 DDB |
| Bild gesucht BW |                                                             | Karlstraße 12 LageFlur: 13, Flurstück: 56/2 | | Um 1910    | 128769 DDB |
| Bild gesucht BW |                                                             | Karlstraße 24 LageFlur: 13, Flurstück: 98/4 | | Um 1905    | 128174 DDB |
| weitere Bilder  |                                                             | Oberdorfstraße 6 LageFlur: 12, Flurstück: 72/1 | | 17. Jh.    | 127479 DDB |
| Bild gesucht BW |                                                             | Oberdorfstraße 13 LageFlur: 12, Flurstück: 182/1 | | Um 1800    | 128770 DDB |
| weitere Bilder  |                                                             | Oberdorfstraße 16 LageFlur: 12, Flurstück: 48/2 | | 18. Jh.    | 128771 DDB |
| weitere Bilder  |                                                             | Oberdorfstraße 18 LageFlur: 12, Flurstück: 49/4 | | 18. Jh.    | 127480 DDB |
| weitere Bilder  |                                                             | Oberdorfstraße 21 LageFlur: 12, Flurstück: 191/1 | | 18. Jh.    | 127481 DDB |
| weitere Bilder  |                                                             | Oberdorfstraße 25 LageFlur: 12, Flurstück: 200/2 | | Um 1800    | 128772 DDB |
| weitere Bilder  |                                                             | Oberdorfstraße 29 LageFlur: 12, Flurstück: 427/211 | | 18. Jh.    | 127482 DDB |
| weitere Bilder  |                                                             | Oberdorfstraße 30 LageFlur: 12, Flurstück: 24/1, 25, 26 | | Um 1700    | 127483 DDB |
| weitere Bilder  | Pfarramt                                                    | Pfarrgasse 2, Straße der Jugend 2 LageFlur: 12, Flurstück: 143/17 | | 1902       | 128787 DDB |
| weitere Bilder  | Katholische Kirche Maria Königin                            | Schießhausstraße 1 LageFlur: 17, Flurstück: 22/5 | | 1958/59    | 128784 DDB |
| weitere Bilder  | Schießhaus und Schießmauer-Kugelfang                        | Schießhausstraße, Unter dem Schießhaus, Schießhausstraße 20 LageFlur: 17, Flurstück: 12/2, 2/1, 3/1, 3/11, 3/8, 5                                                                | | 1856, 1700 | 128785 DDB |
| Bild gesucht BW | Schießmauer                                                 | Schießhausstraße LageFlur: 17, Flurstück: 3/1 | |            | 938952 DDB |
| Bild gesucht BW |                                                             | Schulhausstraße 10 LageFlur: 8, Flurstück: 108/1 | | Um 1900    | 127489 DDB |
| weitere Bilder  | Ehemaliges Palais der Fürsten zu Ysenburg-Büdingen-Meerholz | Tempelstraße 7/9/11 LageFlur: 12, Flurstück: 105/1 | | 1694–1697  | 127474 DDB |
| weitere Bilder  | Ehemalige Kellerei des Schlosses                            | Tempelstraße 8 LageFlur: 12, Flurstück: 101 | | 18. Jh.    | 128788 DDB |
| weitere Bilder  |                                                             | Tempelstraße 12 LageFlur: 12, Flurstück: 98/2 | | 18. Jh.    | 128789 DDB |
| weitere Bilder  |                                                             | Tempelstraße 18 LageFlur: 12, Flurstück: 86/1 | | Um 1900    | 128790 DDB |
| weitere Bilder  | Gefallenenehrenmal                                          | Unter dem Schießhaus LageFlur: 17, Flurstück: 24/2 | | 1921       | 128786 DDB |
| Bild gesucht BW | „Im Gässi“                                                  | Unterdorfstraße 1 LageFlur: 9, Flurstück: 20/1 | | 1820       | 128782 DDB |
| weitere Bilder  |                                                             | Unterdorfstraße 2 LageFlur: 8, Flurstück: 13/1 | | 18. Jh.    | 128791 DDB |
| Bild gesucht BW | vier translozierte Grenzsteine                              | Unterdorfstraße zwischen Nummern 8 und 10 LageFlur: 8, Flurstück: 26/1 | | 1797       | 128792 DDB |
| weitere Bilder  |                                                             | Waschbachweg 3/5 LageFlur: 8, Flurstück: 19/1, 196/18 | | 19. Jh.    | 128793 DDB |
| weitere Bilder  |                                                             | Waschbachweg 6 LageFlur: 10, Flurstück: 110/3 | | Um 1910    | 128794 DDB |

### Roth
| Bild            | Bezeichnung               | Lage                                                      | Beschreibung                          | Bauzeit | Objekt-Nr. |
| --------------- | ------------------------- | --------------------------------------------------------- | ------------------------------------- | ------- | ---------- |
| Bild gesucht BW |                           | Brunnenstraße 3a LageFlur: 6, Flurstück: 309/7            |                                       | Um 1800 | 128796 DDB |
| Bild gesucht BW |                           | Brunnenstraße 4 LageFlur: 6, Flurstück: 215/5             |                                       | 19. Jh. | 128187 DDB |
| Bild gesucht BW | Einfriedung               | Brunnenstraße 8 LageFlur: 6, Flurstück: 438/100           |                                       | 1744    | 128196 DDB |
| Bild gesucht BW |                           | Brunnenstraße 21/23 LageFlur: 6, Flurstück: 357           |                                       | 18. Jh. | 128797 DDB |
| Bild gesucht BW |                           | Herzbergstraße 1 LageFlur: 6, Flurstück: 44/1             |                                       | 19. Jh. | 128799 DDB |
| Kriegerdenkmal  | Kriegerdenkmal            | Hochstraße LageFlur: 6, Flurstück: 382/3                  | für die Gefallenen des Kriegs 1870/71 |         | 128802 DDB |
| Bild gesucht BW |                           | Hochstraße 5 LageFlur: 6, Flurstück: 259/2                |                                       | 18. Jh. | 128188 DDB |
| Bild gesucht BW |                           | Hochstraße 7 LageFlur: 6, Flurstück: 468/261              |                                       | 20. Jh. | 128195 DDB |
| Bild gesucht BW | Pfosten                   | Hochstraße 9 LageFlur: 6, Flurstück: 265/1                |                                       | 20. Jh. | 128800 DDB |
| Bild gesucht BW |                           | Hochstraße 16 LageFlur: 5, Flurstück: 57/4                |                                       | Um 1900 | 128801 DDB |
| Bild gesucht BW | Bunker Nr. 55             | Leipziger Straße 18 LageFlur: 13, Flurstück: 7/11, 7/2    |                                       |         | 128803 DDB |
| Bild gesucht BW | Gasthaus                  | Leipziger Straße 25 LageFlur: 6, Flurstück: 287/6         |                                       |         | 128193 DDB |
| Bild gesucht BW | Blaubasaltpflaster        | Mittelstraße LageFlur: 6, Flurstück: 376                  |                                       |         | 128804 DDB |
| Bild gesucht BW |                           | Mittelstraße 1 LageFlur: 6, Flurstück: 455/198            |                                       | 17. Jh. | 128189 DDB |
|                 |                           | Mittelstraße 4 LageFlur: 6, Flurstück: 117/2              |                                       | 18. Jh. | 128190 DDB |
| Bild gesucht BW | Sachteil Sandsteinpfosten | Mittelstraße 12 LageFlur: 6, Flurstück: 101/1             |                                       | 1744    | 128805 DDB |
| Bild gesucht BW |                           | Neue Weinbergstraße 10 LageFlur: 6, Flurstück: 448/154    |                                       | Um 1700 | 128197 DDB |
| Bild gesucht BW |                           | Neue Weinbergstraße 20/22 LageFlur: 6, Flurstück: 141,142 |                                       | 1779    | 128806 DDB |
| Bild gesucht BW |                           | Neue Weinbergstraße 24 LageFlur: 6, Flurstück: 140/6      |                                       | 18. Jh. | 128198 DDB |
| Bild gesucht BW | Sauer-Haus                | Nordstraße 10 LageFlur: 6, Flurstück: 333/1               |                                       |         | 827569 DDB |
| Bild gesucht BW |                           | Oberstraße 2 LageFlur: 6, Flurstück: 125                  |                                       |         | 128199 DDB |
| Bild gesucht BW |                           | Oberstraße 3 LageFlur: 6, Flurstück: 442/114              |                                       | 19. Jh. | 128807 DDB |
| Bild gesucht BW |                           | Oberstraße 4 LageFlur: 6, Flurstück: 73                   |                                       | 18. Jh. | 128808 DDB |
| Bild gesucht BW |                           | Oberstraße 6 LageFlur: 6, Flurstück: 73                   |                                       | Um 1700 | 128200 DDB |
| Bild gesucht BW | Schule                    | Rathausstraße 1 LageFlur: 6, Flurstück: 178/6             |                                       | 1911    | 128194 DDB |
| Bild gesucht BW | Scheune, Stall, Werkstatt | Reuterhohlstraße 14 LageFlur: 6, Flurstück: 519           |                                       | 1718    | 128809 DDB |
| Bild gesucht BW |                           | Unterstraße 1 LageFlur: 6, Flurstück: 233/1               |                                       | 18. Jh. | 128192 DDB |
| Bild gesucht BW |                           | Unterstraße 2 LageFlur: 6, Flurstück: 234/2               |                                       | Um 1900 | 128191 DDB |
| Bild gesucht BW |                           | Weinbergstraße 2/4 LageFlur: 6, Flurstück: 5/3, 7/1       |                                       | 18. Jh. | 128810 DDB |
| Bild gesucht BW |                           | Weinbergstraße 5 LageFlur: 6, Flurstück: 489/365, 517/368 |                                       | 18. Jh. | 128811 DDB |
| Bild gesucht BW |                           | Weinbergstraße 7 LageFlur: 6, Flurstück: 491/370          |                                       | Um 1900 | 128812 DDB |